# Teukros (Salamis)

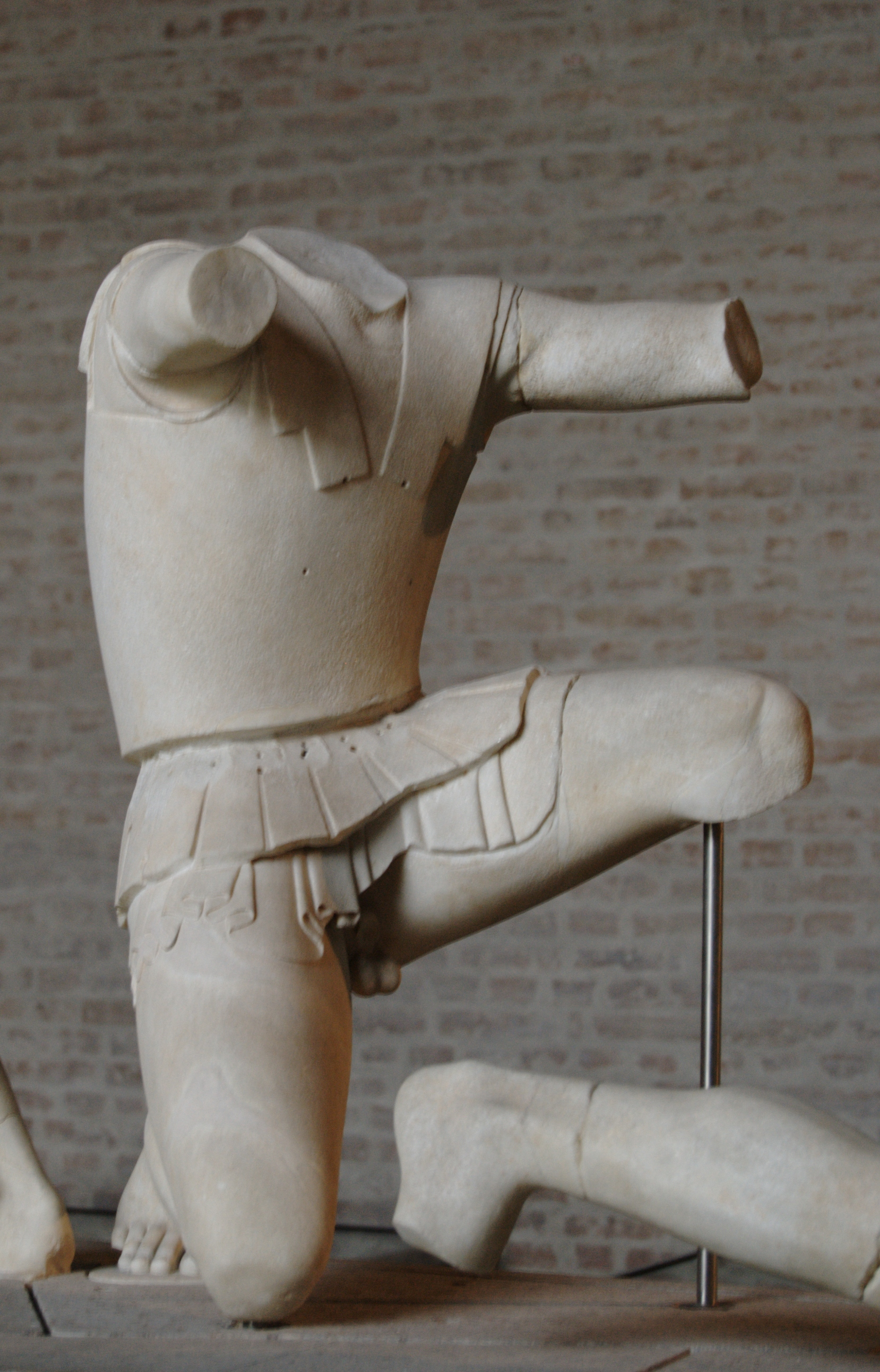
Griechischer Bogenschütze, möglicherweise Teukros-Darstellung, Figur W-IV der Westgiebelgruppe des Aphaiatempels, um 505–500 v. Chr.

Teukros (altgriechisch Τεῦκρος Teúkros, lateinisch Teucer) ist in der griechischen Mythologie der Halbbruder Ajax des Großen und wie dieser ein Sohn des Telamon, Königs von Salamis.
Teukros kämpfte Seite an Seite mit seinem Bruder im Trojanischen Krieg. Er war ein hervorragender Bogenschütze, kämpfte aber auch gut mit dem Speer. Nach dem tragischen Tod seines Bruders wurde er der Erzieher von dessen Sohn Eurysakes. Als er mit diesem nach Salamis zurückkehrte, lehnte Telamon es ab, ihn bei sich aufzunehmen, weil Teukros den Tod seines Bruders nicht gerächt hatte. Teukros begab sich auf eine Prophezeiung des Apollon hin nach Zypern, landete auf dem Strand der Achäer in Nordzypern, und gründete schließlich mit Hilfe des phönizischen Vaters der Dido ein neues Salamis. Danach werden die kyprischen Könige als Teukriden bezeichnet. Die Beteiligung der Phönizier dürfte die Erinnerung an die phönizische Vergangenheit Salamis’ vor der Hellenisierung darstellen.
Einer vereinzelten Version zufolge versuchte er nach dem Tod seines Vaters in seine Heimat zurückzukehren, wurde aber von Eurysakes daran gehindert und segelte nach Spanien, wo er sich in Gallaecia niederließ.
Im 15. Gesang (458–465) der Ilias bekommt Teukros eine Aristie, in der nur das Eingreifen des Zeus verhindert, dass er Hektor tötet:
Teukros, ein andres Geschoß auf den schimmernden Hektor ergreifend,

Zielt’; und er hätte gehemmt den Kampf bei den Schiffen Achaias,

Hätt’ er den tapfersten Held mit treffendem Pfeile getötet.

Doch nicht seiner vergaß der waltende Zeus; er beschirmte

Hektor, und raubte den Ruhm dem Telamonier Teukros.

Siehe, die schöngeflochtene Schnur des untadligen Bogens

Brach er im Anziehn schnell; und seitwärts flog ihm verirrend

Sein erzschweres Geschoß, und der Bogen entsank aus der Linken.
(Übersetzung: Johann Heinrich Voß)